# El Gran Canal desde las proximidades del puente de Rialto
El Gran Canal desde las proximidades del puente de Rialto (en italiano, Il Canal Grande dalle prossimità del ponte di Rialto) es un óleo sobre lienzo realizado por el pintor Canaletto en 1725. Sus dimensiones son de 91 × 135 cm.
Este cuadro fue encargado, junto a otros tres más, por el comerciante de Lucca Stefano Conti Tras pasar por varias colecciones, las cuatro pinturas volvieron finalmente a Italia en el año 2001.
Se expone en la Pinacoteca Giovanni e Marella Agnelli, Turín, Italia.